# A74 road
Die heutige A74 road (englisch für Straße A74) ist der gut 11 km lange Rest der wichtigen Straße von Glasgow nach Carlisle (Glasgow to Carlisle Road). Die übrigen Teile dieser Verbindung (zugleich Europastraße 5) bilden heute die Autobahnen M74 und der A74(M) (siehe dort). Die A74 führt nur noch von Glasgow nach Viewpark südöstlich von Glasgow.